# Manolo Sánchez Delgado
Manuel Sánchez Delgado, más conocido como Manolo (Cáceres, España, 17 de enero de 1965) es un exfutbolista y entrenador de fútbol español. Jugaba de delantero (a veces de centrocampista) y destacó especialmente con el Atlético de Madrid, con el que ganó el Trofeo Pichichi. Actualmente es director deportivo de la Fundación Atlético de Madrid.

## Biografía
Empezó jugando en la cantera del CD Diocesano, con Gerardo de descubridor, debutó con solamente 16 años en el Club Polideportivo Cacereño. Tras jugar dos temporadas en el CE Sabadell en 1985 ficha por el Real Murcia, club en el que consigue el ascenso a la Primera división española en su primera temporada.
Debuta en la Primera división española el 31 de agosto de 1986 en el partido Real Murcia 1 - 3 Real Madrid. En ese partido Manolo anotó el gol de su equipo. Con el Real Murcia juega dos temporadas en la Primera división marcando 21 goles.
En 1988 ficha por el Atlético de Madrid. Con este club gana dos Copas del Rey. Además consigue el subcampeonato de Liga en la temporada 90-91. En la temporada siguiente Manolo marca 27 goles en 36 partidos de liga consiguiendo el Trofeo Pichichi. Con el Atlético de Madrid juega siete temporadas disputando 219 partidos de liga española de fútbol en los que marcó 76 goles.
En 1995 se marcha a jugar al Mérida, equipo en el que acaba retirándose de los terrenos de juego debido a una lesión de tibia que le impidió, durante toda la temporada, debutar con su equipo.
Manolo jugó un total de 292 partidos en la Primera división española marcando 96 goles.
Entrenó a la Selección extremeña de fútbol y al Club Polideportivo Cacereño. Ha entrenado también al Club Galáctico Pegaso y al Rayo Majadahonda.

## Selección nacional
Ha sido internacional con la selección de fútbol de España en 28 ocasiones, marcando nueve goles.
Su debut como internacional fue el 16 de noviembre de 1988 en el partido España 2-0 Irlanda, en el que Manolo marcó un gol. 

### Participaciones en Copas del Mundo
- Participó con la Selección española en la Copa Mundial de Fútbol de Italia de 1990 disputando un encuentro frente a Uruguay.

## Clubes como jugador
- CP Cacereño (1982-1983)
- Real Murcia CF (1983-1988)
- CE Sabadell FC (1983-1985, préstamo)
- Atlético de Madrid (1988-1995)
- CP Mérida (1995-1996)

## Títulos como jugador

### Campeonatos nacionales
- 2 Copas del Rey (Atlético, 1991 y 1992)

En esta temporada consiguió el trofeo Pichichi con un total de 27 goles, de los cuales 8 fueron desde el punto de penalti.

## Clubes como entrenador
- Club Galáctico Pegaso - (España)  2007 - 2008
- Selección de Extremadura 2007 - 2008
- Rayo Majadahonda - (España)  2008 - 2010
- Club Polideportivo Cacereño - (España)  2010 - 2011